# Jaroslav Čejka
Jaroslav Čejka (22. července 1936 Ostrava – 11. října 2022 Praha) byl český tanečník a herec-mim.

## Profesní život
Jeho kariéra byla především taneční, působil jako sólista baletu ve Slezském divadle Opava, několik sezon účinkoval v Divadle J. K. Tyla v Plzni a také ve Státním divadle v Ostravě. V roce 1961 se stal téměř na 20 let členem baletního souboru Národního divadla v Praze, od roku 1973 jako externí spolupracovník. Jako choreograf připravil pro Národní divadlo opery Z mrtvého domu či Maškarní ples, opakovaně Příhody lišky Bystroušky.
Vedle tanečního měl i herecký a komediální talent, díky němuž byl známý širokému publiku. Během svého života vystupoval přibližně ve 20 českých filmech. Mezi jeho nejznámější herecké kousky patří imitování chování slepice, které předváděl i na Silvestra v Československé televizi pod názvem „Pan Slepice“. Imitoval i komika Charlieho Chaplina či americkou zpěvačku Tinu Turner.
V roce 2007 obdržel Cenu Thálie za celoživotní mistrovství v oboru tanec a balet.

## Osobní život
Jaroslav Čejka byl gay a dlouhodobě žil se svojí matkou, o kterou pečoval. V roce 2007 utrpěl mozkovou mrtvici. Poslední léta svého života prožil v domově pro seniory v Praze, trpěl Parkinsonovou a Alzheimerovou chorobou. Zemřel 11. října 2022 ve věku 86 let. Poslední rozloučení s pohřbem bylo rodinou ohlášeno na Městském hřbitově v Opavě.

## Filmografie
- Kdyby tisíc klarinetů (1964)
- Alibi na vodě (1965)
- Lidé z maringotek (1966)
- Revue v mlze (1966)
- Pan Tau (1969, seriál)
- Revue pro následníka trůnu (1969)
- Nevěsta (1970)
- F. L. Věk (1971, seriál)
- Pan Tau v cirkusu (1972)
- Ukradená bitva (1972)
- Z pohádky do pohádky (1972)
- Trhák (1980)
- Poločas štěstí (1984)
- Gagman (seriál) (1987)
- O princezně Jasněnce a létajícím ševci (1987)
- Nebát se a nakrást (1999)
- Cyranův ostrov / Cyranův poloostrov (seriál) (2008)
- Pamětnice (2009)